# Miss you (COLORの曲)
「Miss you」（ミス・ユー）は、COLORの10枚目のシングル。2008年11月12日にrhythm zoneから発売された。

## 概要
前作「Midnight call」から5カ月後のシングル。「CD+DVD」「CDのみ」の2形態で発売。
表題曲「Miss you」は、秋から冬の季節にマッチしたミディアム・バラードで、佐藤製薬「アセスE」のCMソングに起用された。
カップリングの「The Color Of Love」は、Boyz II Menのメンバーから提案されカバーした。
DVDには表題曲のミュージックビデオが収録されている。

## 収録曲
CD
1. Miss you [4:35]
（作詞：Michiko Motohashi　作曲：h-wonder）
CM：佐藤製薬「アセスE」
2. The Color Of Love [4:59]
（作詞・作曲：Kenneth Edmonds）
3. Miss you （Instrumental）
4. The Color Of Love （Instrumental）

DVD
1. Miss you （video clip）

## 収録アルバム
| 曲名              | 収録アルバム                   | 発売日       | 備考                  |
| ----------------- | ------------------------------ | ------------ | --------------------- |
| Miss you          | 『White 〜Lovers on canvas〜』 | 2009年2月4日 | 4thオリジナルアルバム |
| The Color Of Love | 『White 〜Lovers on canvas〜』 | 2009年2月4日 | 4thオリジナルアルバム |